# 中村秀利
中村秀利（日语：／ Nakamura Hidetoshi，1954年7月12日—2014年12月24日），日本男性配音員、演員、旁白。出身於東京都。81 Produce最終所屬。身高168cm。A型血。
2014年12月24日，因蛛網膜下腔出血去世，享壽60歲。

## 演出
粗體字表示主要角色。

### 電視動畫
1980年
- 铁臂阿童木(机器人)

1985年
- 機動戰士Z鋼彈（布朗·布魯塔克）

2011年
- GOSICK（馬斯古雷普男爵）
- 丹特麗安的書架（社長）
- 爆漫王。2（鳥嶋董事）

2012年
- 戰姬絕唱SYMPHOGEAR（Tony Glaser）
- 爆漫王。3（鳥嶋董事）
- JoJo的奇妙冒險（梅西奈）
- 軍火女王 PERFECT ORDER（日野木）

2013年
- 野獸傳奇（バーゴラー）
- 心跳！光之美少女（四葉星兒）
- 團地友夫（運動大佐）

### OVA
1994年
- （京本錠兒）

### 網路動畫
- 格鬥天王：另一天（日语：The King of Fighters: Another Day）（2005年，賽斯（日语：セス (KOF)））

### 遊戲
2015年以降的所有作品都使用生前錄製的語音存檔演出。
1990年
- SOL BIANCA（日语：SOL BIANCA）（太空哈利、西格蒙德六十八&六十九世、亞克懷爾、麥卡利斯特、麥拉尼翁）

1994年
- YAWARA！2

1995年
- 機動戰士鋼彈（日语：機動戦士ガンダム (PlayStation)）（帕奧羅·卡西亞斯、金）[注 1]
- SOLID FORCE（日语：ソリッドフォース）（史考特·丹尼爾森）

1996年
- 新超級機器人大戰（日语：新スーパーロボット大戦）（塔西洛·瓦戈）

1997年
- 機動戰士Z鋼彈（布朗·布魯塔克）
- 超級機器人大戰F／完結篇（1997年—1998年，精英兵、布朗·布魯塔克）2作品

1998年
- 機動戰士鋼彈 基連的野望（日语：機動戦士ガンダム ギレンの野望）（1998年—2006年，松永真（日语：モビルスーツバリエーションの登場人物#シン・マツナガ）、布朗·布魯塔克）3作品[注 2]
- 銀河戰國列傳WING（日语：シュヴァルツシルト (ゲーム)）（海因茨·格賴夫斯）
- 心動一百（日语：どきどきポヤッチオ）（梅爾文、羅恩）
- BackGuiner（須田隆二）

1999年
- SD鋼彈 G世代（1999年—2019年，松永真、布朗·布魯塔克、塔西洛·瓦戈、布拉德）12作品[注 3]
- JoJo的奇妙冒險（日语：ジョジョの奇妙な冒険 (対戦型格闘ゲーム)）[注 4]
- 超級機器人大戰完全版（布朗·布魯塔克）

2000年
- 愛麗絲驚魂記
- 格鬥天王（2000年—2020年，賽斯（日语：セス (KOF)））5作品[注 5]
- 超級機器人大戰α（布朗·布魯塔克、塔西洛·瓦戈、帝國監察軍兵）
- 小魔女帕妃2（黑騎士）

2001年
- 莎木II[[[Wikipedia:格式手册/链接#章節|錨點失效]]]（洪德林）
- 超級機器人大戰α外傳（布朗·布魯塔克）

2002年
- 機動戰士鋼彈 基連的野望 吉翁獨立戰爭記（日语：機動戦士ガンダム ギレンの野望 ジオン独立戦争記）（松永真）

2003年
- 機動戰士鋼彈 宇宙相逢（日语：機動戦士ガンダム めぐりあい宇宙）（松永真）
- 機動戰士Z鋼彈 AEUG vs. Titans（日语：機動戦士Ζガンダム エゥーゴvs.ティターンズ）（布朗·布魯塔克）

2004年
- 機動戰士鋼彈 鋼彈vs.Z鋼彈（日语：機動戦士ガンダム ガンダムvs.Ζガンダム）（布朗·布魯塔克）
- 格鬥天王 極限衝擊（日语：KOF MAXIMUM IMPACT）／REGULATION "A"（2004年—2007年，賽斯）2作品
- 超級機器人大戰GC（日语：スーパーロボット大戦GC）／XO（2004年—2006年，吉翁強化兵、龍古星兵）2作品

2005年
- 機動戰士鋼彈 一年戰爭（日语：機動戦士ガンダム 一年戦争）（松永真）

2006年
- 英靈殿騎士（日语：ヴァルハラナイツ）（魯斯蒂爾）
- 機動戰士鋼彈 CLIMAX U.C.（布朗·布魯塔克）
- 機動戰士鋼彈 吉翁的徽章（日语：機動戦士ガンダム スピリッツオブジオン）（松永真）
- 鋼彈激鬥會戰（松永真）

2007年
- 鋼彈激鬥年代記（松永真、布朗·布魯塔克）
- 花漾明星KIRARIN 目標是偶像天后（大文字源五郎）
- 夢幻騎士VI（日语：グローランサーVI）（札弗里德）
- 超級機器人大戰Scramble Commander the 2nd（日语：スーパーロボット大戦Scramble Commander the 2nd）（布朗·布魯塔克）

2008年
- 鋼彈激鬥宇宙（松永真、布朗·布魯塔克）
- 機動戰士鋼彈 基連的野望 阿克西斯的威脅（日语：機動戦士ガンダム ギレンの野望 アクシズの脅威）（松永真、布朗·布魯塔克）
- 超級機器人大戰A 攜帶版（巴姆星兵）
- 超級機器人大戰Z（布朗·布魯塔克、阿貝爾·鮑爾）
- Too Human（日语：トゥー・ヒューマン）（海姆達爾）

2009年
- 戰爭機器2（普雷斯科特議長）

2012年
- 機動戰士鋼彈 Online（松永真[13]）

2013年
- JoJo的奇妙冒險 群星之戰（梅西奈[14]）

2014年
- 機動戰士鋼彈 極限VS.（日语：機動戦士ガンダム エクストリームバーサス）（2014年—2016年，松永真）3作品[注 6]

2015年
- JoJo的奇妙冒險 天國之眼（梅西奈）

2017年
- 超級機器人大戰V（布朗·布魯塔克）

2020年
- 機動戰士鋼彈 極限VS.2（日语：機動戦士ガンダム エクストリームバーサス2）（2020年—2023年，松永真）3作品[注 7]

2021年
- 超級機器人大戰30（塔西洛·瓦戈）

2022年
- JoJo的奇妙冒險 群星之戰R（梅西奈）

### 外語配音

#### 演員
布魯斯·威利
- 迴路殺手（老喬）

#### 電影
- 魔法靈貓（英语：The Cat in the Hat (film)）（漢克·亨伯弗洛布〈肖恩·海斯〉）
- 東方不敗之風雲再起（汗青〈高雄〉）
- 美國最後之日（英语：Twilight's Last Gleaming）（金凱德上尉〈里奇·史蒂伯〉）

#### 電視影集
- 甘迺迪家族（英语：The Kennedys (miniseries)）
- 超感警探 (第4季)（菲利普·卡邁克爾〈丹尼爾·休·凱利（英语：Daniel Hugh Kelly）〉）

#### 動畫
- 三國演義（司馬懿）

### 柏青哥、角子機
- 角子機金肉人 ～金肉星王位爭奪篇～（日语：パチスロキン肉マン）（2008年，卡哈梅王子（日语：プリンス・カメハメ）、撒旦十字架）
- 魂斗羅3D（2013年，哈爾司令官）

### 電視劇
- 聲音記錄 ～留下聲音的記憶～ 巨無霸客機空難20年後的真相（2005年8月，TBS）—聲音演出

### 解說
- 天才電視君（NHK教育）
- BS世界的紀錄片（日语：BS世界のドキュメンタリー）（NHK BS1）

### 旁白
- 日立 發現世界不可思議的地方！（日语：日立 世界・ふしぎ発見!）（TBS）

### 人偶劇
- NHK 兒童人偶劇場（日语：こどもにんぎょう劇場）
  - （放送年不明）（福神）
  - 「大提琴手高修」（1999年）
  - （2001年）
  - （放送年不明）（祖父）

### 舞台
- 少年維特的煩惱（1988年，客演）—有藤敏生〈阿爾貝托〉
- 劇團軌跡 企劃製作公演vol.1（2002年，聲音演出）
- FED劇場公演
  - Always（2000年，原作）—波風達也
  - 追憶似水年華（2001年，原作）
  - 繆斯戰士！ ～新·女神傳說～（2004年，原作）
  - Always Returns（2006年，原作、導演）
  - 衷心的繆斯（2009年，原作、導演）
  - 社長的大災難!!（2010年，原作、導演）
  - Always ～again（2011年，原作、導演）
  - 甘甜山丘（2011年，演出）[注 8]
  - （原作：喬治·費多。2013年，導演）
  - （2013年）
  - （2014年，原作、腳色、導演）

### 電視節目
- NHK教育
  - （葛羅利）
  - （葛羅利）
  - （葛羅利）
  - ETV 60 E歌心之大冒險（葛羅利）[注 9]
- NHK BS Premium （葛羅利）[注 10]
- （葛羅利）[注 9]
- 小小旅行（日语：小さな旅）（信紙朗讀，NHK綜合）

### 其它
- 機動戰士鋼彈0079卡片建立者（日语：機動戦士ガンダム0079カードビルダー）（松永真）
- 朝霞市博物館（展覽室解說）

## 腳註

## 外部連結
- 中村秀利 （页面存档备份，存于） （日語）—81 Produce公式官網
- （日語）—WEB THE TELEVISION（日语：ザテレビジョン）
- （日語）—goo人名事典
- 中村秀利 （页面存档备份，存于） （日語）—KINENOTE
- 中村秀利 （页面存档备份，存于） （日語）—oricon
- 中村秀利 （页面存档备份，存于） （日語）—MOVIE WALKER PRESS（日语：MOVIE WALKER PRESS）
- 中村秀利 （页面存档备份，存于） （日語）—電影.com（日语：映画.com）
- 中村秀利 （页面存档备份，存于） （日語）—allcinema（日语：allcinema）
- 日本電影數據庫（JMDb）上中村秀利的資料（日語）